# Marius Hasdenteufel
Marius, René, Marie Hasdenteufel est un as de l'aviation pendant la Première Guerre mondiale. Adjudant (plus tard sous-lieutenant), il est crédité de cinq victoires sur un biplan SPAD S.VII. Il est né le 15 octobre 1894 à Sierck-les-Bains (Lorraine annexée) et meurt au cours d'un accident aérien le 26 juin 1918, au nord de Villenauxe-la-Grande en Champagne, aux circonstances non connues.

## Biographie
Étudiant engagé à Toul le 22 juillet 1915  dans l'escadrille N57-Spa57 (fondée le 11 mai 1915 à Bron) comme sergent, il sera promu adjudant après une première citation à l'ordre de l'aéronautique le 16 juillet 1916, puis cité à l'ordre du corps d'armée le 20 septembre 1916. Il meurt le 26 juin 1918 aux commandes d'un SPAD VII, avec le grade de sous-lieutenant.

## Dates de ses victoires homologuées
- 1re victoire : 24 octobre 1917
- 2e victoire : 12 mars 1918
- 3e victoire : 12 avril 1918
- 4e victoire : 21 avril 1918
- 5e victoire : 25 juin 1918

## Décorations
- - Médaille militaire
- - Croix de Guerre 1914-1918
- - Chevalier de l'Ordre de la Couronne

### Décorations française
- Médaille militaire
- Croix de guerre 1914-1918 (France) à 7 palmes (citation à l'ordre de l'armée) et 1 étoile de bronze (citation à l'ordre du régiment).

### Décorations étrangère
- Ordre de la Couronne (Belgique)